# Nonyma mediofusca
Nonyma mediofusca är en skalbaggsart som först beskrevs av Stefan von Breuning 1940.  Nonyma mediofusca ingår i släktet Nonyma och familjen långhorningar. Inga underarter finns listade i Catalogue of Life.